# Maureen Neliya Ballard
Maureen Neliya Ballard (sinh ngày 9 tháng 1 năm 1937), còn được gọi chuyên nghiệp là Jana Davi là một cựu vũ công, người mẫu, diễn viên và người đẹp Sri Lanka.

## Tiểu sử
Hingert sinh ngày 9 tháng 1 năm 1937 tại Colombo, Ceylon. Cha mẹ cô, Lionel Hingert và Lorna Mabel del Run, có nguồn gốc từ Hà Lan Burgher. Cha cô là một nhân viên của Ngân hàng Ceylon. Hingert theo học tại Holy Family Convent ở Bambalapitiya, Colombo cho đến khi cô mười tám tuổi và tiếp tục học đại học ở Los Angeles, California, Hoa Kỳ.
Năm 1955, Hingert đăng quang Hoa hậu Ceylon và sau đó được chọn làm thí sinh trong cuộc thi Hoa hậu Hoàn vũ 1955. Cô là đại diện Ceylonese đầu tiên giành được giải thưởng tại cuộc thi Hoa hậu Hoàn vũ và kết thúc với ngôi vị Á hậu 2. Do vị trí rất cao trong cuộc thi, cô đã được tôn kính là "đưa Ceylon lên bản đồ" và là đại sứ tại đất nước của cô, Ceylon (nay là Sri Lanka).
Cô cũng là một vũ công và đã biểu diễn solo tại Thính phòng Shrine ở Los Angeles và các địa điểm lớn khác của Los Angeles.

### Đóng phim
Sau cuộc thi Hoa hậu Hoàn vũ, Hingert đã ký hợp đồng với Universal International Studios và 20th Century Fox. Một số bộ phim mà cô đã xuất hiện bao gồm The King and I, Fort Bowie, Gun Fever, The Adventures of Hiram Holiday, Moroccan Halk Moth, Pillars of the Sky, Dangerous Search, Gunmen from Laredo, The Rawhide Trail và TV Series của Anh Thuyền trưởng David Đau buồn. Đôi khi cô được nhắc đến trong các bộ phim với vai Jana Davi.

#### Cuộc sống cá nhân
Hingert kết hôn với nhà thiết kế và nghệ sĩ người Mỹ Mario Armond Zamparelli vào năm 1958. Zamparelli được biết đến nhiều nhất với công việc là nhà thiết kế của đế chế Howard Hughes. Cặp đôi có ba cô con gái, một trong số đó - Gina Zamparelli (đã mất năm 2018) - đã đạt được danh tiếng trong nghệ thuật và giải trí và hoạt động trong lĩnh vực bảo tồn di tích lịch sử.
Vào tháng 7 năm 1970, Hingert ly hôn với Zamparelli, và năm 1976 cô kết hôn với William J. Ballard tại Los Angeles, Hoa Kỳ. Ballard qua đời vào năm 2012.